# Římské vojsko v době dominátu
Římské vojsko v době dominátu se od časů císaře Galliena se skládalo ze stále většího podílu kavalérie a lehké pěchoty a spoléhala se méně na těžkou pěchotu. Legie postupně přestaly být hlavní silou vojska. Císař Diocletianus byl zodpovědný za reformy armády, která se od dob Septimia Severa téměř nezměnila. Sbory se roku 297 rozdělily na Limitanei – muže hranice nebo Riparienses – muže říčních břehů, vázané na hranicích a Comitatenses, pohyblivou polní jednotku.

## Popis vojska a jeho charakteristika
Tyto nové, mobilní jednotky byly organizovány do legií jednoho tisíce mužů, poněkud méně než tradiční rozsáhlá velikost starých legií. Velké invaze barbarů prorazily obranu, tam je nikdo ve vnitřku říše nezastavil, kvůli systému představeného Augustem, který všechny legie umístil na okrajích říše.
Zřídil nové jednotky palácové stráže – scholae palatinae – ve srovnání s muži řadových oddílů měli privilegované postavení, nosili vybrané uniformy a lepší zbraně, neboť současně sloužili i k vnější reprezentaci císařova majestátu. Císařská tělesná garda – protectores domestici – byla složena z jízdních jednotek, aby mohla vykonávat své poslání i v době, kdy byl císař mimo palác.
Za principátu působili v říši frumentarii, jejichž hlavní činností bylo opatřovat potravu pro vojsko. Pro své slídění a přehmaty se však stali tak nenáviděnými, že Diocletianus na nátlak veřejného mínění tuto instituci zrušil.
Vojsko vystavěl na principu dědičné vojenské služby za držbu půdy. Zvyšoval početní stav vojáků (barbarizace), zavedl povinné odvody branců a nyní mělo vojsko již půl milionu vojáků. Se čtvrtým stoletím pokračoval posun k jezdectvu od těžké pěchoty. Stará legionářská kavalérie (equites) kompletně vymizela ve prospěch těžšího, převážně germánského jezdectva.
Pro tuto změnu byly hlavně dva důvody. Mnoho barbarů se uchýlilo k jednoduchému útočení pro lup, rychlejšího než skutečná invaze. Na jejich stíhání byla pěchota příliš pomalá. Jiným důvodem bylo, že nadřazenost římské legie už nebyla tak jasná jak v minulosti. Barbaři se hodně učili o římských nepřátelích v minulých stoletích. Tisíce Germánů sloužily jako žoldáci a vzaly zkušenost římského válečnictví domů. Římská armáda se ocitla nucena adaptovat nové techniky a poskytovat podporu pro pěchotu silnou kavalérií.

## Výzbroj

### Legionáři (legionaries)
Legionář pozdní římské říše obecně nesl velký oválný štít, helmu typu Intercisa, a drátěnou košili nebo šupinovou zbroj. Slavné pilum bylo opuštěno ve prospěch martiobarbuli (lehké, krátké vrhací kopí  zde ukázané) nebo stejně dlouhé kopí, se kterým se odráží nápor kavalérie. Vojáci také nosili do bitev krátké meče (gladius) pro případ zlomení kopí.

### Setníci
Setník třetího století, se vyrovnal setníkovi v dřívějším věku, neukazuje velký rozdíl. Dokonce ještě nosí hůl, se kterou drží své legionáře v řadě. Jeho helma (prededecessor) a brnění vypadají jako to legionářské. A jeho meč se prodloužil z krátkého gladia k delšímu spatha.

### Jízda (equites)
Jezdec, příklad pozdního římského kavaleristy. Jeho helma a drátěná košile už vypadají velmi podobně jako brnění pozdějších středověkých rytířů. Nese oválný štít a kopí pro bodnutí. Meč římského kavaleristy byl spatha, zbraň s dlouhou čepelí, umožňoval jezdci mnohem větší dosah než legionáři s krátkým gladiem. Výzbroj a výstroj pozdní římské kavalérie je spíše domněnkou. V tomto případě si všimněte toulce neseného za sedlem, držící šípy pro použití luku. Upřednostňovaný způsob bitvy římskou kavalérií byl vpád do týlu nebo boku nepřátel. Ve skutečnosti k většině ztrát ve starověkých bitvách dojde, když se zlomila armáda protivníka, upadla její morálka a kavalérie napadla prchající nepřátele. Římská kavalérie jezdila bez třmenů.